# 49e cérémonie des Daytime Emmy Awards
La 49e cérémonie annuelle des Daytime Emmy Awards, organisée par l'Academy of Television Arts and Sciences récompense le meilleur des programmes de journée et a eu lieu le 24 juin 2022 au Pasadena Convention Center à Pasadena en Californie

## Cérémonie
Les nominations sont annoncées en direct le 5 mai 2022.

## Palmarès
Note : Les lauréats sont indiqués ci-dessous en premier de chaque catégorie et en gras.

### Programmes

#### Meilleure série télévisée dramatique
- Hôpital central
  - Beyond Salem
  - Amour, Gloire et Beauté
  - Des jours et des vies
  - Les Feux de l'amour

#### Meilleur jeu télévisé
- Jeopardy!
  - The Price Is Right
  - Family Feud
  - Let's Make a Deal
  - Wheel of Fortune

#### Meilleur débat télévisé d'information
- Turning the Tables with Robin Roberts
  - GMA3: What You Need to Know
  - Red Table Talk
  - Tamron Hall
  - Peace of Mind with Taraji

#### Meilleur débat télévisé de divertissement
- The Kelly Clarkson Show
  - The Drew Barrymore Show
  - Hot Ones
  - Live with Kelly and Ryan
  - Today with Hoda & Jenna

#### Meilleure émission d'informations et de divertissement
- Entertainment Tonight
  - Access Hollywood
  - Extra
  - Inside Edition

### Performances

#### Meilleur acteur dans une série télévisée dramatique
- John McCook pour le rôle d'Eric Forrester dans Amour, Gloire et Beauté
  - Peter Bergman pour le rôle de Jack Abbott dans Les Feux de l'amour
  - Eric Martsolf pour le rôle de Brady Black dans Des jours et des vies
  - James Reynolds pour le rôle d'Abe Carver dans Des jours et des vies
  - Jason Thompson dans le rôle de Billy Abbott dans Les Feux de l'amour

#### Meilleure actrice dans une série télévisée dramatique
- Mishael Morgan pour le rôle d'Amanda Sinclair dans Les Feux de l'amour
  - Marci Miller pour le rôle d'Abigail DiMera dans Des jours et des vies
  - Cynthia Watros pour le rôle de Nina Reeves dans Hôpital central
  - Laura Wright pour le rôle de Carly Corinthos dans Hôpital central
  - Arianne Zucker pour le rôle de Nicole Walker dans Des jours et des vies

#### Meilleur acteur dans un second rôle dans une série télévisée dramatique
- Jeff Kober pour le rôle de Cyrus Renault dans Hôpital central
  - Bryton McClure pour le rôle de Devon Hamilton dans Les Feux de l'amour
  - Aaron D. Spears pour le rôle de Justin Barber dans Amour, Gloire et Beauté
  - James Patrick Stuart pour le rôle de Valentin Cassadine dans Hôpital central
  - Jordi Vilasuso pour le rôle de Rey Rosales dans Les Feux de l'amour

#### Meilleure actrice dans un second rôle dans une série dramatique
- Kelly Thiebaud pour le rôle du Dr Britt Westbourne dans Hôpital central
  - Kimberlin Brown pour le rôle de Sheila Carter dans Amour, Gloire et Beauté
  - Nancy Lee Grahn pour le rôle d'Alexis Davis dans Hôpital central
  - Stacy Haiduk pour le rôle de Kristen DiMera dans Des jours et des vies
  - Melissa Ordway pour le rôle d'Abby Newman dans Les Feux de l'amour

#### Meilleur jeune acteur dans une série télévisée dramatique
- Nicholas Chavez pour le rôle de Spencer Cassadine dans Hôpital central
  - Lindsay Arnold pour le rôle d'Allie Horton dans Des jours et des vies
  - Alyvia Alyn Lind pour le rôle de Faith Newman dans Les Feux de l'amour
  - William Lipton pour le rôle de Cameron Webber dans Hôpital central
  - Sydney Mikayla pour le rôle de Tina Robinson dans Hôpital central

#### Meilleur invité dans une série dramatique
- Ted King pour le rôle de Jack Finnegan dans Amour, Gloire et Beauté
  - Robert Gossett pour le rôle de Marshall Ashford dans Hôpital central
  - Michael Lowry pour le rôle du Dr Clay Snyder dans Des jours et des vies
  - Naomi Matsuda pour le rôle du Dr Li Finnegan dans Amour, Gloire et Beauté
  - Ptosha Storey pour le rôle de Naya Benedict dans Les Feux de l'amour

#### Meilleur présentateur de jeu télévisé
- Steve Harvey pour Family Feud
  - Wayne Brady pour Let's Make a Deal
  - Pat Sajak pour Wheel of Fortune
  - Pat Sajak pour Celebrity Wheel of Fortune
  - Leah Remini pour People Puzzler

#### Meilleur présentateur de débat télévisé
- Kelly Clarkson pour The Kelly Clarkson Show
  - Drew Barrymore pour The Drew Barrymore Show
  - Hoda Kotb et Jenna Bush Hager pour Today with Hoda & Jenna
  - Kelly Ripa et Ryan Seacrest pour Live with Kelly and Ryan

#### Meilleur présentateur d'émission de débat informative
- Tamron Hall pour Tamron Hall
  - Gloria Estefan, Emily Estefan et Lili Estefan pour Red Table Talk
  - Whoopi Goldberg, Joy Behar, Sunny Hostin, Sara Haines, Ana Navarro et Meghan McCain dans The View
  - Taraji P. Henson et Tracie Jade pour Peace of Mind with Taraji
  - Robin Roberts dans Turning the Tables with Robin Roberts

### Réalisation
- Meilleure réalisation pour une série télévisée dramatique
- Hôpital central
  - Beyond Salem
  - Les Feux de l'amour
  - Des jours et des vies

### Scénario
- Meilleur scénario pour une série télévisée dramatique
- Des jours et des vies
  - Beyond Salem
  - Hôpital central
  - Les Feux de l'amour